# Independence Day: Resurgence
Pour les articles homonymes, voir Independence Day.
Série
Independence Day
(1996)
Pour plus de détails, voir Fiche technique et Distribution.
Independence Day: Resurgence ou Independence Day : Résurgence au Québec et au Nouveau-Brunswick est un film de science-fiction américain coécrit, coproduit et réalisé par Roland Emmerich, sorti en 2016.
Il s'agit de la suite du film Independence Day : Le Jour de la riposte (1996) et de la première partie d'une série de deux films.

## Synopsis
En 2016, depuis vingt ans, les nations du monde ont travaillé ensemble sur un important programme de défense colossal fondé sur la technologie extraterrestre récupérée lors de la première invasion, sous la supervision de David Levinson, qui est désormais le directeur de la défense spatiale. Les forces armées de la Terre comptent maintenant des chasseurs, des satellites de défense et des bases de défense sur la Lune et sur Rhéa, le tout équipé des mêmes armes utilisées par les extraterrestres pour détruire les villes dans le premier opus.
Les nations du monde s'apprêtent à fêter le vingtième anniversaire de la victoire sur les envahisseurs sous la houlette d'Elisabeth Lanford, Présidente des États-Unis, avec la présence de Thomas J. Whitmore et du général Grey, héros victorieux lors de l'invasion. Dans le même temps, David Levinson se rend en Afrique avec un détachement des Nations unies, où subsiste le seul destroyer extraterrestre qui s'était posé sur Terre et qui vient de se réactiver. À l'intérieur, il découvre que le vaisseau avait émis un signal de détresse en 1996 après la destruction du vaisseau-mère. Au même moment, un immense vaisseau sphérique émerge d'une faille spatiale au-dessus de la Lune ; pensant qu'il s'agit du retour des envahisseurs, la présidente Lanford, en accord avec le Conseil de sécurité mondial, ordonne à la base lunaire d'attaquer la sphère, qui est détruite et s'écrase sur la Lune. David Levinson demande alors à se rendre sur place pour étudier les débris, car il émet des doutes sur l'identité des envahisseurs.
Pendant que sur la Lune, accompagné du jeune pilote et fiancé de Patricia, la fille du Président Whitmore, Jake Morrison (dont les parents furent tués pendant la première invasion), David récupère dans les débris une sphère plus petite mais intacte, un gigantesque vaisseau extraterrestre fait alors son apparition. La navette de Jake est prise dans le champ de gravité du vaisseau alien, et la base lunaire riposte mais les boucliers du vaisseau repoussent le tir, puis la base est pulvérisée par les armes du vaisseau. Celui-ci s'approchant de l'orbite terrestre, les nations du monde décident d'utiliser leurs satellites de défense, mais ils sont tous détruits avant d'avoir pu faire feu.
Il faudra compter sur l'ingéniosité d'hommes et de femmes pour sauver la Terre, ainsi que sur Jake, Patricia et la nouvelle et jeune génération de pilotes pour repousser cette nouvelle invasion.

## Fiche technique
Sauf indication contraire, les informations mentionnées dans cette section peuvent être confirmées par les bases de données cinématographiques IMDb et Allociné,  présentes dans la section « Liens externes ».
- Titre original et français : Independence Day: Resurgence
- Titre québécois : Independence Day : Résurgence[3]
- Réalisation : Roland Emmerich
- Scénario : Dean Devlin, Roland Emmerich, James Vanderbilt, James A. Woods et Nicolas Wright, d'après une histoire de Dean Devlin, Roland Emmerich, James A. Woods et Nicolas Wright, d'après les personnages créés par Dean Devlin et Roland Emmerich
- Musique : Harald Kloser et Thomas Wander
  - Musiques additionnelles : Kludge Allen, James Carlson, Thomas Schobel et Marcus Trumpp
- Direction artistique : Lauren Abiouness, Ravi Bansal, Luis Guggenberger, Mark Hofeling, Caty Maxey, Christa Munro, Patrick M. Sullivan Jr., Eric Sundahl et Clint Wallace
- Décors : Barry Chusid
- Costumes : Lisy Christl
- Photographie : Markus Förderer
- Son : Brian Bair, Chris M. Jacobson, Michael Minkler, Paul N. J. Ottosson
- Montage : Adam Wolfe
- Production : Dean Devlin, Roland Emmerich et Harald Kloser
  - Production exécutive : Amy Greene (non crédité)
  - Production déléguée : Ute Emmerich, Larry Franco et Carsten H.W. Lorenz
  - Production associée : Jeffrey Harlacker
  - Coproduction : Volker Engel, K.C. Hodenfield et Marco Shepherd
- Sociétés de production : Twentieth Century Fox, Centropolis Entertainment, Electric Entertainment, Moving Picture Company, Street Entertainment et Twisted Media, en association avec TSG Entertainment
- Société de distribution : 20th Century Fox
- Budget : 165 millions de $[4],[5],[6]
- Pays de production :  États-Unis
- Langues originales : anglais, mandarin
- Format : couleur — Redcode RAW — 2,39:1 (CinemaScope) — son : Dolby Surround 7.1 / Dolby Atmos / IMAX 12-Track  / DTS (DTS: X)
- Genre : science-fiction, action, aventure
- Durée : 120 minutes
- Dates de sortie[7] :
  - États-Unis, Québec : 24 juin 2016[3]
  - France, Belgique, Suisse romande : 20 juillet 2016[8],[9],[10]
- Classification :
  - États-Unis : accord parental recommandé, film déconseillé aux moins de 13 ans (PG-13 - Parents Strongly Cautioned)[N 1]
  - France : tous publics[11]
  - Belgique : tous publics (Alle Leeftijden)[9]
  - Suisse romande : interdit aux moins de 12 ans[12]
  - Québec : tous publics - déconseillé aux jeunes enfants (G - General Rating)[3]

## Distribution
Sauf indication contraire, les informations mentionnées dans cette section peuvent être confirmées par la base de données cinématographiques IMDb,  présente dans la section « Liens externes ».
- Liam Hemsworth (VF : Emmanuel Garijo ; VQ : Gabriel Lessard) : Jake Morrison
- Jeff Goldblum (VF : Bernard Lanneau ; VQ : Jean-Luc Montminy) : David Levinson
- Bill Pullman (VF : Vincent Violette ; VQ : Daniel Picard) : Thomas J. Whitmore
- Maika Monroe (VF : Charlotte Corréa ; VQ : Sarah-Jeanne Labrosse) : Patricia Whitmore
- Jessie Usher (VF : Diouc Koma ; VQ : Fred-Éric Salvail) : Dylan Hiller
- Sela Ward (VF : Caroline Jacquin ; VQ : Claudine Chatel) : Présidente des États-Unis Elizabeth Lanford
- William Fichtner (VF : Guy Chapellier ; VQ : Sylvain Hétu) : Général Joshua T. Adams
- Charlotte Gainsbourg (VF et VQ : elle-même) : Dre Catherine Marceaux
- Judd Hirsch (VF : Achille Orsoni ; VQ : Jean-Marie Moncelet) : Julius Levinson
- Brent Spiner (VF : Michel Papineschi ; VQ : Frédéric Desager) : Dr Brakish Okun
- James A. Woods (VF : Stéphane Pouplard ; VQ : Jean-Philippe Baril Guérard) : Lt. Ritter
- Grace Huang : Lin Tang
- Patrick Saint-Esprit (VF : Jérôme Keen) : Secrétaire à la Défense Reese Tanner
- Vivica A. Fox (VF : Annie Milon) : Docteure Jasmine Dubrow Hiller
- Angelababy (VF : Geneviève Doang) : Rain Lao
- DeObia Oparei (VF : Michel Vigné) : Dikembe Umbutu
- Nicolas Wright (VF : Fabrice Josso ; VQ : Philippe Martin) : Floyd Rosenberg
- Travis Tope (en) (VF : Clément Moreau ; VQ : Xavier Dolan) : Charlie Miller
- Chin Han (VF : Stéphane Fourreau) : Commandant Jiang Lao
- Gbenga Akinnagbe (VF : Rody Benghezala) : Agent Matthew Travis
- Robert Loggia : Général William Grey
- Garett Wareing (VF : Tom Trouffier) : Bobby
- John Storey : Dr Milton Isaacs
- Mckenna Grace : Daisy Blackwell
- Joey King (VF : Camille Timmerman ; VQ : Ludivine Reding) : Samantha « Sam » Blackwell
- Jenna Purdy (VQ : Catherine Proulx-Lemay) : voix de la Sphère

Sources et légende: version française (VF) sur RS Doublage et AlloDoublage version québécoise (VQ) sur Doublage Québec

## Production

### Attribution des rôles
Il est question un temps que Will Smith reprenne son rôle du capitaine Steven Hiller. Deux scénarios auraient été écrits dans le cas où l'acteur soit présent ou pas dans cette suite. Finalement, l'acteur ne revient pas pour pouvoir tourner dans Suicide Squad de David Ayer. Il est remplacé par Liam Hemsworth dans le rôle principal, comme annoncé par Roland Emmerich sur son compte Twitter en même temps que la confirmation du retour de Jeff Goldblum.
Le rôle de Patricia Whitmore a également été revu, la production ayant décidé de remplacer Mae Whitman par Maika Monroe. Ce choix fit polémique car on y vit une inflexion aux normes hollywoodiennes, Whitman n'étant plus considérée comme assez "sexy" pour le rôle.

### Tournage
Le tournage commence en mai 2015. Il était initialement prévu à Montréal au Canada, mais les Studios Mel’s avaient été contactés une semaine avant l'obtention du feu vert par Bryan Singer, le réalisateur de X-Men : Apocalypse qui a ainsi obtenu la réservation des studios canadiens. Le tournage a lieu notamment à Albuquerque au Nouveau-Mexique et s'achève le 22 août 2015.

## Accueil

### Promotion

#### Bande-annonce
Le 13 décembre 2015, 20th Century Fox dévoile une première bande-annonce pour le film. Le 7 février 2016, un spot publicitaire qui commence par l'hymne américain joué dans un stade de football est dévoilé lors du 50e Superbowl. Un court teaser est également diffusé le 3 avril 2016 aux États-Unis, lors du dernier épisode de la saison 6 de The Walking Dead. Le 22 avril 2016, une seconde bande-annonce du film est publiée par la 20th Century Fox.

#### War of 1996
Le même jour que la bande annonce, la 20th Century Fox met en ligne un site, nommé War of 1996 consacré au film ainsi qu'aux événements s'étant produits entre le premier film et le second. Il développe aussi ce qu'il s'est passé durant la première invasion mais aussi ce qui arrive aux personnages durant le laps de temps comme la mort du Colonel Steven Hiller (Will Smith) durant le test d'un prototype.

### Accueil critique
Sur l'agrégateur américain Rotten Tomatoes, le film récolte 29 % d'opinions favorables pour 221 critiques. Sur Metacritic, il obtient une note moyenne de 32⁄100 pour 40 critiques.
En outre, lors de la 37e cérémonie des Razzie Awards, le film a été nommé pire film ayant le pire scénario écrit par Dean Devlin, Roland Emmerich, James Vanderbilt, James A. Woods et Nicolas Wright, nommé également pire prequel, remake, plagiat ou suite. Roland Emmerich a également été nommé pire réalisateur et l'actrice Sela Ward a été nommé pire second rôle féminin,.
En France, le site Allociné propose une note moyenne de 2,3⁄5 à partir de l'interprétation de critiques provenant de 29 titres de presse.

### Box-office
| Pays ou région    | Box-office        | Date d'arrêt du box-office | Nombre de semaines |
| ----------------- | ----------------- | -------------------------- | ------------------ |
| États-Unis Canada | 103 144 286 $     | 15 septembre 2016          | 12                 |
| France            | 1 291 530 entrées | 21 août 2016               | 5                  |
| Mondial           | 389 681 935 $     | 22 novembre 2016           | -                  |

## Distinctions
Source : Internet Movie Database et Allociné

### Récompenses

#### 2016
- CinemaCon : CinemaCon Award du meilleur casting de l'Univers pour Liam Hemsworth, Jeff Goldblum, Bill Pullman, Maika Monroe, Jessie T. Usher, Sela Ward, Vivica A. Fox et Brent Spiner
- Internet Film Critic Society : IFCS Award du pire film

#### 2017
- Jupiter Awards : Jupiter Award du meilleur film international

### Nominations

#### 2016
- Golden Schmoes Awards :
  - Pire film de l'année
  - La plus grande déception de l'année
- Golden Trailer Awards :
  - Meilleur blockbuster de l'été 2016
  - Meilleur montage sonore dans un spot télévisé
- Teen Choice Awards :
  - Meilleur film de l'été
  - Meilleur acteur de l'été pour Liam Hemsworth

#### 2017
- Academy of Science Fiction, Fantasy and Horror Films - Saturn Awards : meilleur film de science-fiction
- Alliance of Women Film Journalists :
  - Plus flagrante différence d'âge entre le personnage principal et l'aimée pour Charlotte Gainsbourg et Jeff Goldblum
  - Suite ou remake qui n'aurait pas dû être réalisé
- Houston Film Critics Society Awards : pire film
- MTV Movie & TV Awards : meilleure scène d'action
- Visual Effects Society Awards : meilleur compositing dans un film pour le vaisseau mère

## Éditions en vidéo
- En France, le film est sorti en VOD le 20 novembre 2016[8].

Par la suite, le film Independence Day: Resurgence sort en DVD + Digital HD, Blu-ray 3D + Blu-ray 2D, Blu-ray édition SteelBook limitée, Blu-ray + Digital HD, ainsi qu'une version 4K Ultra HD ayant une qualité d'image et de sons améliorés le 23 novembre 2016.
Le film ressort en DVD le 1er juin 2017.
- Au Québec, le film est sorti en DVD le 18 octobre 2016[3].